# Transitario
Un transitario, también conocido como embarcador o agente de carga, es una persona física o jurídica que presta servicios en el transporte internacional de mercancías. Es un intermediario entre el exportador o importador y las compañías de transporte.

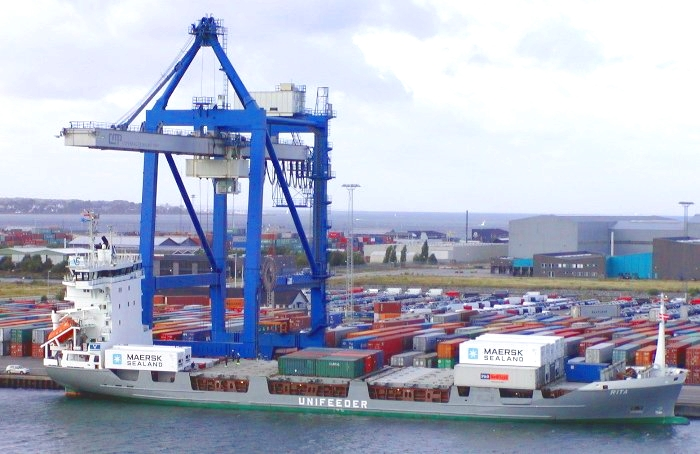
Carga de un buque portacontenedores en Copenhague (Dinamarca).

Los transitarios son mediadores en las operaciones de transporte internacional por cualquier medio de transporte (transporte marítimo, transporte fluvial, transporte aéreo, transporte ferroviario, transporte por carretera o transporte multimodal). Organiza el enlace entre los distintos transportistas y así asegura la continuidad del transporte de la mercancía a través de distintos medios de transporte. Además, suele coordinar las operaciones administrativas relacionadas con el transporte internacional, como trámites aduaneros, gestión financiera, créditos documentarios, contrato de seguro, representación fiscal...
Actúan de forma similar a las agencias de transporte: adoptan la posición de cargador frente al transportista, y de transportista frente al cargador. 
La figura del transitario está regulada en la mayoría de los países y sus funciones quedan definidas dentro del ámbito del comercio internacional. En España, la figura del transitario está regulada por la Ley 16/1987 de Ordenación del Transporte Terrestre, LOTT, desde 1987.

## El origen de los transitarios
Los transitarios, originalmente, se dedicaban a disponer el transporte de las mercancías de sus clientes, contratando diversos medios de transporte. Su principal responsabilidad era asesorar sobre la documentación y requisitos de la aduana en el país de destino. Su agente en lejanos países vigilaba los intereses de los clientes y le mantenía informado sobre los temas que afectaban al movimiento de las mercancías.
Actualmente, un transitario sigue realizando esas funciones para su cliente. También, sigue trabajando con sus agentes en el extranjero pero además puede operar a través de sucursales de su propia compañía. Con frecuencia, un transitario actúa como transportista en una parte del trayecto. Puede ocurrir que en una misma transacción el transitario sea a la vez transportista principal y agente de su cliente.

## Actividades del transitario
Una empresa transitaría está especializada en la gestión y coordinación del transporte internacional de mercancías. Además puede ofrecer diversos servicios logísticos. Contrata o realiza las operaciones necesarias para el transporte internacional de mercancías: embalaje, almacenaje, contrato de seguro, consolidación, transporte físico de la mercancía, trámites aduaneros y bancarios...
La evolución del transporte de mercancías se dirige hacia el transporte en contenedores. El transitario es cada vez más «consolidador»; esto es, agrupa la mercancía o carga para rentabilizar el transporte de un contenedor u otra unidad de carga.

## El transitario en los distintos medios de transporte
- En el ámbito del transporte marítimo, se conoce como NVOCC (por las siglas en inglés de Non Vessel Operator Common Carrier).
- En el ámbito del transporte aéreo, equivale a una «agencia IATA».[2]